# 小行星12057
小行星12057（12057 Alfredsturm）是一颗绕太阳运转的小行星，为主小行星带小行星。该小行星于1998年2月18日发现。

## 轨道参数
小行星12057的轨道半长轴为2.1559175 UA，离心率为0.052。